# João Craveiro
João Craveiro Reis (Lisboa, 19 de Novembro de 1972) é um actor e dobrador português.

## Formação
Formou-se em Interpretação na Escola Profissional de Teatro de Cascais entre 1994 e 1997.

## Teatro
Inicia-se em 1992 com a companhia Os Sátyros, no Brasil. Portugal e Ucrânia.
Entre 1996 e 1999 trabalhou frequentemente com o Teatro Experimental de Cascais (T. E.C.) sob a direcção de Carlos Avilez.
Tendo depois trabalhado em variadas produções com Mariana Albuquerque, Graça Correa, Carlos Avilez, Yuri Kurkotchensky (kind of Black Box), Guilherme Filipe, Paula Sousa (Teatro Esfera), Cristina Basílio, Juvenal Garcês entre outros em mais de 25 produções teatrais.
Em 2006 apresentou no Brasil "Lost in Space " no Festival de Teatro de Curitiba, é considerado pela crítica um dos melhores do Frindge. Encenou o espectáculo Assexuados Interditos no Teatro da Trindade
Integra o elenco de vários espectáculos. "Lost in Space " 2005/6 de julho de 2008, " As Vampiras Lésbicas de Sodoma " 8 de julho de 2006 e "A Bíblia Toda a Palavra de Deus" 2007/08.
Em 2007, integrou as dobragens do filme Homem-Aranha 3, onde fez a vozes de Flint Marko (Homem-Areia) e J.John Jameson. Também foi a voz portuguesa de Victor Sullivan nos jogos de Uncharted. 
Sócio-gerente da Kind of Black box. Desenvolve actividades ao nível do Teatro, Música, Dança, Workshops, Vídeo, Cinema, Casting e Fotografia entre 2004 e 2007. 
Deste projecto nasce em 2004 o Colectivo Teatral Kind of Black Box do qual é director.
Juntamente com Paulo Duarte Ribeiro e Tobias Monteiro participa em peças como  "A Bíblia - Toda a Palavra de Deus", Lost in Space"  e "As Vampiras Lésbicas de Sodoma" em 2007 e "Os Monólogos da Marijuana" em 2008.

## Cinema
- Linhas de Sangue, de Manuel Pureza e Sérgio Graciano
- Até Amanhã Camaradas, de Joaquim Leitão
- El Rey de Napoles, de Juan Minó

## Televisão[1]
| Ano         | Projeto                            | Papel                             | Notas            | Canal              |
| ----------- | ---------------------------------- | --------------------------------- | ---------------- | ------------------ |
| 1997        | Riscos                             |                                   | Elenco Adicional | RTP1               |
| 1998 - 2000 | Médico de Família                  | Nelson                            | Elenco Adicional | SIC                |
| 1999        | Jornalistas                        |                                   | Elenco Adicional | SIC                |
| 1999        | A Vida Como Ela É...               |                                   | Elenco Adicional | RTP1               |
| 2001        | Querido Professor                  |                                   | Elenco Adicional | SIC                |
| 2002        | Um Estranho em Casa                |                                   | Elenco Adicional | RTP1               |
| 2002        | O Último Beijo                     | Tomané                            | Elenco Adicional | TVI                |
| 2003        | Saber Amar                         |                                   | Elenco Adicional | TVI                |
| 2004        | Queridas Feras                     |                                   | Elenco Adicional | TVI                |
| 2005        | Até Amanhã, Camaradas              |                                   | Elenco Adicional | RTP1               |
| 2007        | Uma Aventura                       |                                   | Elenco Adicional | SIC                |
| 2007        | Vingança                           |                                   | Elenco Adicional | SIC                |
| 2008        | Vila Faia                          | Burglar                           | Elenco Adicional | RTP1               |
| 2008        | Resistirei                         |                                   | Elenco Adicional | SIC                |
| 2009        | Liberdade 21                       | Nuno Santos                       | Elenco Adicional | RTP1               |
| 2009        | Rebelde Way                        |                                   | Elenco Adicional | SIC                |
| 2011        | Rosa Fogo                          |                                   | Elenco Adicional | SIC                |
| 2011 - 2012 | A Família Mata                     | Gadelhas                          | Elenco Adicional | SIC                |
| 2012        | Os Compadres                       |                                   | Elenco Adicional | RTP1               |
| 2012        | Doida por Ti                       |                                   | Elenco Adicional | TVI                |
| 2012 - 2013 | Dancin' Days                       | Bernardo                          | Elenco Adicional | SIC                |
| 2013        | Mundo ao Contrário                 | Polícia                           | Elenco Adicional | TVI                |
| 2013        | Belmonte                           | Homem da Agência de Modelos       | Elenco Adicional | TVI                |
| 2014        | Bem-Vindos a Beirais               | Steven Silva                      | Elenco Adicional | RTP1               |
| 2014        | Sol de Inverno                     |                                   | Elenco Adicional | SIC                |
| 2014        | Água de Mar                        | Heitor                            | Elenco Adicional | RTP1               |
| 2014        | Jardins Proibidos                  |                                   | Elenco Adicional | TVI                |
| 2015        | Mar Salgado                        | Inspector                         | Elenco Adicional | SIC                |
| 2015 - 2016 | Coração d'Ouro                     | Juiz                              | Elenco Adicional | SIC                |
| 2016        | Aqui Tão Longe                     | Homem 5                           | Elenco Adicional | RTP1               |
| 2016        | A Casa é Minha                     | Cliente de Maria Luísa            | Elenco Adicional | TVI                |
| 2017        | Ouro Verde                         | Pezão                             | Elenco Adicional | TVI                |
| 2017        | Filha da Lei                       | Carlos                            | Elenco Adicional | RTP1               |
| 2017        | Ministério do Tempo                | Afonso Mendes de Noronha          | Protagonista     | RTP1               |
| 2018        | Espelho d'Água                     | Rui                               | Elenco Adicional | SIC                |
| 2018        | Três Mulheres                      | Varela Gomes                      | Elenco Adicional | RTP1               |
| 2018        | Valor da Vida                      | Médico                            | Elenco Adicional | TVI                |
| 2018 - 2019 | Alma e Coração                     | Hipnotizador                      | Elenco Adicional | SIC                |
| 2018 - 2019 | Circo Paraíso                      | Aníbal                            | Elenco Adicional | RTP1               |
| 2019        | Der Lissabon-Krimi                 | Pedro da Costa                    | Elenco Adicional | ARD                |
| 2019        | Teorias da Conspiração             | Paulo Casimiro                    | Elenco Adicional | RTP1               |
| 2019        | Prisioneira                        | Inspetor Tavares                  | Elenco Adicional | TVI                |
| 2019        | Terra Brava                        | Renato                            | Elenco Adicional | SIC                |
| 2020        | Chamadas para a Quarentena         | Pedro                             | Elenco Principal | Youtube            |
| 2020        | O Mundo Não Acaba Assim            | Manel / Pedro                     | Elenco Principal | RTP1               |
| 2020        | Terra Nova                         | Zé Espada                         | Elenco Principal | RTP1               |
| 2020        | A Rede                             |                                   | Elenco Adicional | RTP1               |
| 2020        | A Generala                         | Homem 1                           | Elenco Adicional | SIC / OPTO         |
| 2020        | O Atentado                         | Raul Pimenta                      | Elenco Principal | RTP1               |
| 2021        | Até Que a Vida Nos Separe          | António Bandeira                  | Elenco Adicional | RTP1               |
| 2021 - 2022 | Pôr do Sol                         | Motoqueiro 1 / Cavaleiro do Rater | Elenco Adicional | RTP1               |
| 2022        | Sequía                             | Torto                             | Elenco Adicional | RTVE / RTP1        |
| 2022        | Rua das Flores                     | Fornecedor                        | Elenco Adicional | TVI                |
| 2022        | Da Mood                            | Pai da Tatiana                    | Elenco Adicional | RTP1               |
| 2022        | A Lista                            | Tavares                           | Elenco Adicional | SIC / OPTO         |
| 2022        | O Pai Tirano                       | Machado                           | Elenco Adicional | SIC / OPTO         |
| 2022 - 2023 | Para Sempre                        | Alonso                            | Elenco Adicional | TVI                |
| 2022 - 2023 | Lost in Fuseta                     | Luís Dias                         | Elenco Adicional | RTP1               |
| 2023        | Operação Maré Negra                | Vasco                             | Elenco Adicional | RTP1 / Prime Video |
| 2023        | Sangue Oculto                      | Samuel                            | Elenco Adicional | SIC                |
| 2023        | Salgueiro Maia - O Implicado       | Comandante Montepuez              | Elenco Adicional | RTP1               |
| 2023        | Lúcia, a Guardiã do Segredo        | Guarda 1                          | Elenco Adicional | SIC / OPTO         |
| 2023        | Contado por Mulheres               | Encarregado Pimenta               | Elenco Adicional | RTP1               |
| 2023        | Ao Largo                           | Emílio                            | Elenco Adicional | RTP1               |
| 2024        | Sempre                             | Capitão                           | Elenco Adicional | RTP1               |
| 2024        | Morangos com Açúcar - 3ª Temporada | Varela                            | Elenco Adicional | TVI / Prime Video  |
| 2024 - 2025 | Senhora do Mar                     | Benidorm                          | Elenco Adicional | SIC                |
| 2025        | Vizinhos para Sempre               |                                   | Elenco Adicional | TVI / Prime Video  |

## Curtas-Metragens
- Bílis Negra Dir. Nuno Sá Pessoa, 2013
- Aconteceu no Interior  Dir. Ricardo Machado, 2012
- Verónica Dir. António Gonçalves, Ricardo Oliveira, 2010

## Dobragens
- Oliver e os seus Companheiros (1988) - Fagin
- Patoaventuras (1987-1990) - Capitão Boing
- A Bela e o Monstro (1991) - Gaston (diálogos)
- Pocahontas II - Viagem a um Mundo Novo (1998) - John Rolfe (diálogos)
- A Espada Mágica (1998) - Garrett
- Pacha e o Imperador (2000) - Kronk
- Os Ases das Rodas (2000-2002) - Sr. Souab
- Harry Potter e a Pedra Filosofal (2001) - Professor Snape
- Harry Potter e a Câmara dos Segredos (2002) - Professor Snape
- A Idade do Gelo (2002) - Soto
- Peter Pan em a Terra do Nunca (2002) - Edward
- Sinbad: A Lenda dos Sete Mares (2003) - Kale
- Kenai e Koda (2003) - Tag
- Shrek 2 (2004) Príncipe Encantado
- Back to Gaya: Pequenos Heróis (2004)
- Harry Potter e o Prisioneiro de Azkaban (2004) - Professor Snape
- Garfiled: O Filme (2004) - Luca
- Pacha e o Imperador 2: A Grande Aventura de Kronk (2005) - Kronk
- Harry Potter e o Cálice de Fogo (2005) - Professor Snape
- Chicken Little (2005) - Treinador; vozes adicionais
- E Não Viveram Felizes para Sempre (2005) - Príncipe Humperdick
- Wallace & Gromit: A Maldição do Coelhomem (2005) - Sr. Windfall
- Selvagem (2006) - Blag
- Arthur e os Minimeus (2006) - Darkos
- O Rafeiro (2006) - Piloto
- Herbie Prego a Fundo (2006) - Trip Murphy
- Astérix e os Vikings (2006) - Olaf
- A Nova Escola do Imperador (2006-2008) - Kronk
- Shrek. O Terceiro (2007) - Príncipe Encantado
- Os Robinsons (2007) - Tio Gaston; Treinador Johnson
- Força G (2009) - Blaster
- Artur e a Guerra dos dois Mundos (2010) - Darkos
- Monstros a Universidade (2013) - Brock Pearson
- Aviões (2013) - Ripslinger
- Zootrópolis:(2016) -  Presidente Lionheart
- Alice do Outro lado do Espelho (2016) - Peça de Xadrez
- Carros 3 (2017) - Jackson Storm
- Ralph vs Internet (2018) - Estabilizador de corrente.
- Frozen II: O Reino do Gelo (2019) - Tenente Mattias

## Música
Tem experiência como músico e compositor tendo composto música original para os espectáculos A Bíblia, toda a palavra de deus (sintetizada) na Companhia teatral do chiado, Assexuados Interditos Teatro da Trindade, A Esopaida T. E.C., As Historias de Hakim Teatro da Terra.
É Fundador e vocalista do projecto Le Grind e Grinder .